# Alain de Rothschild

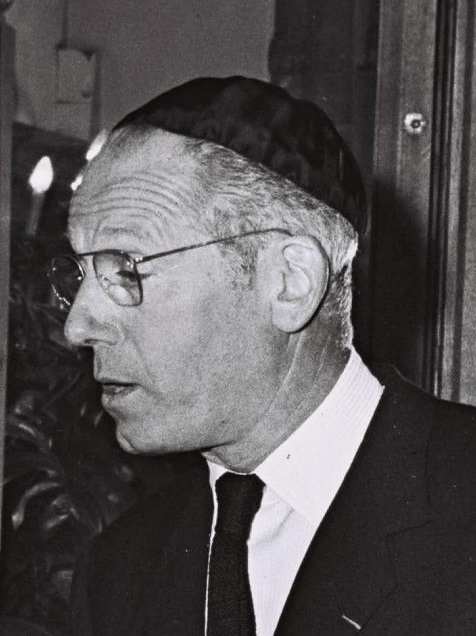
Alain de Rothschild (1964)

James Gustave Jules Alain de Rothschild (geb. 7. Januar 1910 in Paris; gest. 17. Oktober 1982 in New York) war ein Mitglied des französischen Zweiges der Familie Rothschild und als Bankier tätig.

## Leben
Alain de Rothschild war der Sohn von Robert de Rothschild (1880–1946) und seiner Frau Gabrielle Beer (1886–1945). Sein Bruder war Élie de Rothschild. Er war seit 1938 verheiratet mit Mary Chauvin du Treuil. Ihr Sohn ist Éric de Rothschild.
Kurz nach Beginn des Angriffs auf Frankreich im Mai 1940 geriet er in deutsche Kriegsgefangenschaft, in der er bis zum Kriegsende 1945 auf Schloss Colditz blieb. 1946 wurde er Mitbesitzer der Bank Rothschild Frères. 1959 wurde er Bürgermeister von Chamant (Département Oise).  Von 1967 bis 1982 war er Präsident des Consistoire central israélite und von 1976 bis 1982 Präsident des Conseil représentatif des institutions juives de France. Nach dem Wahlsieg von François Mitterrand 1981 verließ er Frankreich und ließ sich in New York nieder.